# Cameroun aux Jeux paralympiques
La participation du Cameroun aux Jeux paralympiques remonte aux Jeux paralympiques d'été de 2012 organisés à Londres. Il est représenté cette année-là par un seul sportif, l'haltérophile Conrat Frederic Atangana. Depuis, les délégations camerounaises ont participé à chaque édition des Jeux paralympiques mais n'ont remporté aucune médaille à ce jour. Le Cameroun n'a par ailleurs jamais participé aux Jeux paralympiques d'hiver.

## Bilan général

### Résultats par année

#### - Tableau
| Jeux                |              |              |              | Total        | Rang         |              |
| ------------------- | ------------ | ------------ | ------------ | ------------ | ------------ | ------------ |
| 2012 Londres        | 0            | 0            | 0            | 0            | -            |              |
| 2016 Rio de Janeiro | 0            | 0            | 0            | 0            | -            |              |
| 2020 Tokyo          | 0            | 0            | 0            | 0            | -            |              |
| 2024 Paris          | Jeux à venir | Jeux à venir | Jeux à venir | Jeux à venir | Jeux à venir | Jeux à venir |
| Total               | 0            | 0            | 0            | 0            | 0            |              |